# فرخنده کاکل‌خاکستری
فرخنده کاکل‌خاکستری (نام علمی: Phaenicophilus poliocephalus) نام یک گونه از سرده فرخنده‌های نخلی است.